# Hans-Ingvar Johnsson
Hans-Ingvar Johnsson, född 31 december 1933 i Älmeboda, Kronobergs län, död 8 februari 2018 i Stockholm, var en svensk journalist som bland annat var chefredaktör för Dagens Nyheter. Han tillträdde den posten i januari 1975, efter att ha efterträtt Börje Dahlqvist som redaktionschef och ansvarig utgivare under hösten 1974. Hans-Ingvar Johnsson avgick som chefredaktör i mars 1981. Han var gift med diplomaten Kerstin Asp-Johnsson.
Johnsson studerade vid Göteborgs universitet, där han 1959 blev fil mag. Han började på Dagens Nyheter som semestervikarie 1958 och fick samma år fast anställning vid tidningen. Senare blev han bland annat redaktionssekreterare (1966–1972) och DN:s korrespondent i New York (1973–1974). Han utsågs till chefredaktör genom en omröstning på redaktionen.
Sedan Johnsson avgått som chefredaktör fortsatte han på Dagens Nyheter som bland annat korrespondent i London och på Balkan tills han slutade på tidningen 1993. Därefter var han frilansande medarbetare i bland annat Helsingfors och Lissabon, där hans hustru var ambassadör.